# Елкейдор (Айова)
Елкейдор (англ. Elkader) — місто (англ. city) в США, в окрузі Клейтон штату Айова. Населення — 1209 осіб (2020).

## Географія
Елкейдор розташований за координатами 42°51′27″ пн. ш. 91°24′8″ зх. д. / 42.85750° пн. ш. 91.40222° зх. д. (42.857578, -91.402359).  За даними Бюро перепису населення США в 2010 році місто мало площу 3,60 км², уся площа — суходіл.

## Демографія
Згідно з переписом 2010 року, у місті мешкали 1273 особи в 577 домогосподарствах у складі 342 родин. Густота населення становила 354 особи/км².  Було 627 помешкань (174/км²).
Расовий склад населення:
| - 98,7 % — білих - 0,3 % — корінних американців - 0,2 % — азіатів - 0,1 % — чорних або афроамериканців |

До двох чи більше рас належало 0,7 %. Частка іспаномовних становила 0,3 % від усіх жителів.
За віковим діапазоном населення розподілялося таким чином: 18,9 % — особи молодші 18 років, 56,7 % — особи у віці 18—64 років, 24,4 % — особи у віці 65 років та старші. Медіана віку мешканця становила 49,8 року. На 100 осіб жіночої статі у місті припадало 85,8 чоловіків;  на 100 жінок у віці від 18 років та старших — 86,1 чоловіків також старших 18 років.
Середній дохід на одне домашнє господарство  становив 59 459 доларів США (медіана — 46 136), а середній дохід на одну сім'ю — 75 729 доларів (медіана — 67 708). Медіана доходів становила 50 761 долар для чоловіків та 37 237 доларів для жінок. За межею бідності перебувало 5,1 % осіб, у тому числі 1,0 % дітей у віці до 18 років та 5,9 % осіб у віці 65 років та старших.
Цивільне працевлаштоване населення становило 692 особи. Основні галузі зайнятості: освіта, охорона здоров'я та соціальна допомога — 29,6 %, роздрібна торгівля — 13,9 %, виробництво — 10,7 %.